# セレクティブ・サービス・システム
セレクティブ・サービス・システム（英: Selective Service System, SSS、日：選抜徴兵制度（せんばつちょうへいせいど））は、アメリカ合衆国政府の独立機関である。
この機関は、徴兵の対象となる可能性のある登録済みの男性アメリカ国民およびその他のアメリカ居住者のデータベースを維持・管理している。

## 解説
アメリカの徴兵制の歴史においては1973年以降、アメリカ軍は完全な志願制を採用しているが、選抜徴兵制度（SSS）への登録は、緊急時のための徴兵準備の一環として引き続き義務付けられている。
徴兵には2種類が存在し、1つは18歳から25歳の男性を対象とした登録リストに基づく一般徴兵、もう1つは特定の医療関連職種に従事する労働者の専門免許リストに基づく特別技能徴兵である。いずれの徴兵が実施される場合も、選抜徴兵制度は徴兵通知の送付、徴兵猶予や免除の申請の審査、および良心的兵役拒否者として分類された者への代替役務の割り当てを行う。
アメリカ合衆国の男性市民および18歳から25歳の移民非市民は、法律により18歳の誕生日から30日以内に登録が義務付けられている 。また、登録カードに記載された情報に変更があった場合（例：住所変更）は、10日以内にその旨を通知する義務がある。選抜徴兵制度は、徴兵が必要となる場合に備えた緊急対応機構である。
選抜徴兵制度への登録は、職業訓練、連邦政府の雇用、連邦学生ローンの資格、帰化など、さまざまな連邦プログラムや給付を受けるために必要になる場合があるが、登録を怠った場合、これらが拒否される可能性がある。また、登録が必要であることを知っていたにもかかわらず、登録しなかった男性は、有罪判決を受けた場合、最高5年の懲役、最高25万ドルの罰金、またはその両方に直面する可能性がある。しかし、実際にはほとんど適用されていない。
選抜徴兵制度は、すべての登録者の名前を、兵士の募集活動に関わる研究や戦略をサポートする「合同広告マーケティング調査研究プログラム（JAMRS）」に提供する。JAMRSは兵士募集のための広告を展開する際に必要な市場調査データや分析を提供し、戦略的な広告活動の指針を提供する。また、登録者の名前はJAMRSの兵士募集データベースに組み込まれ、募集目的で四半期ごとに各軍に配布される。
選抜徴兵制度の規定は、連邦規則集（CFR）第32巻、第16章に記載されている。

## 登録義務
現在の法律では、アメリカ合衆国市民で18歳から25歳（含む）の男性は、18歳の誕生日から30日以内に選抜徴兵制度への登録が義務付けられている。さらに、アメリカに住む18歳から25歳の非アメリカ市民男性のうち、特に永住権保持者、難民、亡命希望者、不法移民などが登録を義務付けられている。アメリカに合法的に滞在する外国人男性で、非移民ステータス（例えば、留学生、訪問者、外交官）にある者は、そのステータスを維持している限り、登録の必要はない。しかし、非移民ステータスが失効し、かつ26歳未満であれば、登録が必要となる。登録を怠った場合、アメリカ市民権申請が拒否されることがある。現在、少なくとも17歳3ヶ月以上の市民は事前登録が可能で、登録資格が得られると自動的にシステムに情報が追加される。
現在の登録システムでは、登録時に戦争に対する良心的兵役拒否者であることを示すことはできないが、徴兵時にはその主張を行うことができる。一部の人々は、登録カードに「私は戦争に対して良心的兵役拒否者です」と記載し、自らの信念を記録として残すことを選ぶが、政府は徴兵が行われるまでそのような分類を行わない。複数の民間団体は、良心的兵役拒否者が自らの信念を文書として記録するためのプログラムを提供している。
1987年、アメリカ合衆国議会は、議会が特別技能に基づく徴兵を命じた場合に備え、医療職に従事する資格を有する者を徴兵できる体制を選抜徴兵制度に確立するよう命じた。これを受けて、選抜徴兵制度は1989年に**医療人員供給システム（HCPDS）**の計画を発表し、それ以来準備を整えてきた。このシステムは、1998年度に初歩的な実地演習が行われ、その後、1999年度には全国規模でのより広範な準備演習が実施された。HCPDSの計画には、20歳から54歳までの男女が57の職種カテゴリーに含まれている。
登録された男性は、26歳の誕生日までに、氏名、現在の郵送先住所、永住地住所、及び「分類権限が要求するその他の地位に関する情報」など、ステータスに関する情報の変更があった場合、選抜徴兵制度に10日以内に通知しなければならない 。

### 性別
選抜徴兵制度の登録義務は出生時の性別に基づいている。男性として生まれた個人は、現在の性別認識や性別変更に関係なく、登録が義務付けられており、これにはトランス女性も含まれる。対照的に、女性として生まれ、性別移行をしたトランス男性は登録を義務付けられていない。ノンバイナリーとして自己認識している者は、出生時に男性であれば登録義務がある。アメリカ市民は、社会保障番号を使用して選抜徴兵制度に登録し、その番号に関連付けられた性別指定を使用する。社会保障番号に関連付けられた性別は変更可能であり、その変更には医療的または法的証拠は必要ない。しかし、いくつかの州では、出生証明書を含む公式な身分証明書に「X（男性でも女性でもない表記）」の性別指定を認めているものの、現在の社会保障番号システムは男性または女性という性別指定のみをサポートしている。社会保障局は、将来的に多様な性別指定オプションを導入することを検討している。
2019年2月、「全国男性連合と選抜兵役制度の係争」において、連邦地区裁判所によって、男性のみの徴兵登録は違憲とされる判決が下された。判決後、選抜徴兵制度の弁護士ジェイコブ・ダニエルズは記者団に対し「選抜徴兵制度は過去と変わらず、18歳から25歳までの男性は引き続き登録が義務付けられています。そして、現在のところ、裁判所または議会からの指示がない限り、女性は登録を義務づけられていません」と述べた。2020年8月13日、連邦地区裁判所の意見は、米国第5巡回控訴裁判所によって全会一致で覆された。裁判所は、男性のみの徴兵登録が憲法に適合するとし、その根拠として「判例の修正は最高裁判所の権限である」と述べた。
2020年3月、議会の命令で設立された調査委員会は、女性も徴兵の対象となるべきだという推奨を行った。2021年9月、下院は2022年度の国家防衛権限法案を可決し、その中に「18歳から25歳までのすべてのアメリカ人は選抜徴兵制度に登録する必要がある」という修正案を含めていた。この修正案は「男性」という表記を削除し、女性も徴兵対象に含める内容だったが、最終的にその修正案は法案が可決される前に削除された。

## 組織構造と運営
SSSは、アメリカ合衆国の行政機関内の独立した連邦機関であるゆえ、 SSSの責任者は合衆国大統領に直属する。ジョー・バイデン大統領の就任日により、トランプ前大統領に指名されていた前所長ドン・ベントンは退任となり、暫定所長が就任した。
平時の SSSは国家本部、3つの地域本部、およびデータ管理センターで運用されており、平時でも11,000人のボランティアが地域委員会および地区控訴委員会にて活動している。徴兵が必要となる動員時になると機関は大規模に拡大し、56の州本部、400以上の地域事務所、40以上の代替奉仕事務所が稼働する。
2015–2016年度の予算は約2300万ドルであった。2016年初頭、女性も登録対象となった場合、初年度には約900万ドルの予算増加が必要で、その後もわずかな増加が見込まれると発表された。また、軍事選抜徴兵法を執行または強制するための予算は含まれない。違反者の調査、起訴、収監に関する費用は司法省の予算で処理される。

## 引用
1. ↑  “Quick Facts and Figures”.   US Selective Service System. 2020年1月20日時点のオリジナルよりアーカイブ。2024年12月1日閲覧。
2. ↑  『選抜徴兵制』 - コトバンク
3. ↑  “What is the Selective Service System?stem”. Resisters.info. 2021年2月13日閲覧。
4. ↑  Who must register?, When to enlist Archived 29 April 2015 at the Wayback Machine., Selective Service System.
5. ↑  “Selective Service System > Home”. www.sss.gov. 2015年6月1日時点のオリジナルよりアーカイブ。2012年2月9日閲覧。
6. ↑  Selected Service System. Who Needs to Register. https://www.sss.gov/register/who-needs-to-register/.
7. ↑  “Change of Information”.   Selective Service System. 2015年10月13日閲覧。
8. ↑  Benefits and Programs Linked to Registration Archived 27 July 2008 at the Wayback Machine., from the Selective Service System website
9. ↑  “Jamrs Affiliations”.   Jamrs.org. 2006年10月22日時点のオリジナルよりアーカイブ。2011年4月8日閲覧。
10. ↑  “Title 32, Subtitle B, Chapter XVI, Code of Federal Regulations”.   Office of the Federal Register (OFR) and the Government Publishing Office (2016年7月1日). 2017年4月27日閲覧。